# Andrzej Wiśniowski (muzyk)
Andrzej Janusz Wiśniowski (ur. 23 grudnia 1960) – polski gitarzysta i kompozytor.
Był pierwszym liderem rzeszowskiej grupy RSC, powstałej w 1981 roku. W 1983 roku został odsunięty z grupy. Wkrótce po tym zespół rozpadł się, a Wiśniowski w 1987 roku, już jako właściciel popularnego wówczas RSC Studio podjął się pierwszej próby jego reaktywacji. Mimo nagranego materiału na płytę, grupa po dwóch latach rozpadła się po raz kolejny. Album z tego okresu do tej pory nie został wydany.
25 lutego 2012 w rzeszowskim Klubie Pod Palmą ma miejsce koncert charytatywny dla przyjaciela Macieja Miernika. RSC wystąpiło w pierwotnym składzie, obok takich wykonawców jak Aurora, 1984, KSU, Wańka Wstańka, Maciej Maleńczuk, Made in Poland.

## Dyskografia
Albumy
- RSC (tzw. „fly rock”) wyd. Polskie Nagrania „Muza” 1984 (LP, MC), 2004 (DG CD)[6]
- RSC / Życie to teatr wyd. VEGA 1984 (MC)[7], 2017 (CD GAD Records)[8], 2023 (CD GAD Records)
- Cienie 1987 wyd. GAD Records 2025 (CD, MC)[3][9]

Single
- 1983 – „Kradniesz mi moją duszę” / „Aneks do snu” – Polskie Nagrania „Muza”[10]

Inne
- Help Maciek 2 Live (2015)[11][12][13]